# Chelsea F.C. mùa giải 2015-16
Mùa giải 2015–16 là mùa bóng thứ 102 của Chelsea, mùa thứ 26 liên tiếp tại giải bóng đá cao nhất nước Anh, mùa thứ 24 liên tiếp tại Premier League, và là năm thứ 110 tồn tại của câu lạc bộ. Họ tham dự mùa này với tư cách đương kim vô địch sau khi giành chức vô địch quốc gia lần thứ năm mùa giải trước đó, và cũng tham dự các giải đấu cúp FA Cup, League Cup, Community Shield và UEFA Champions League. Mùa giải bắt đầu từ 1 tháng 7 năm 2015 tới 30 tháng 6 năm 2016.

## Câu lạc bộ

### Ban huấn luyện

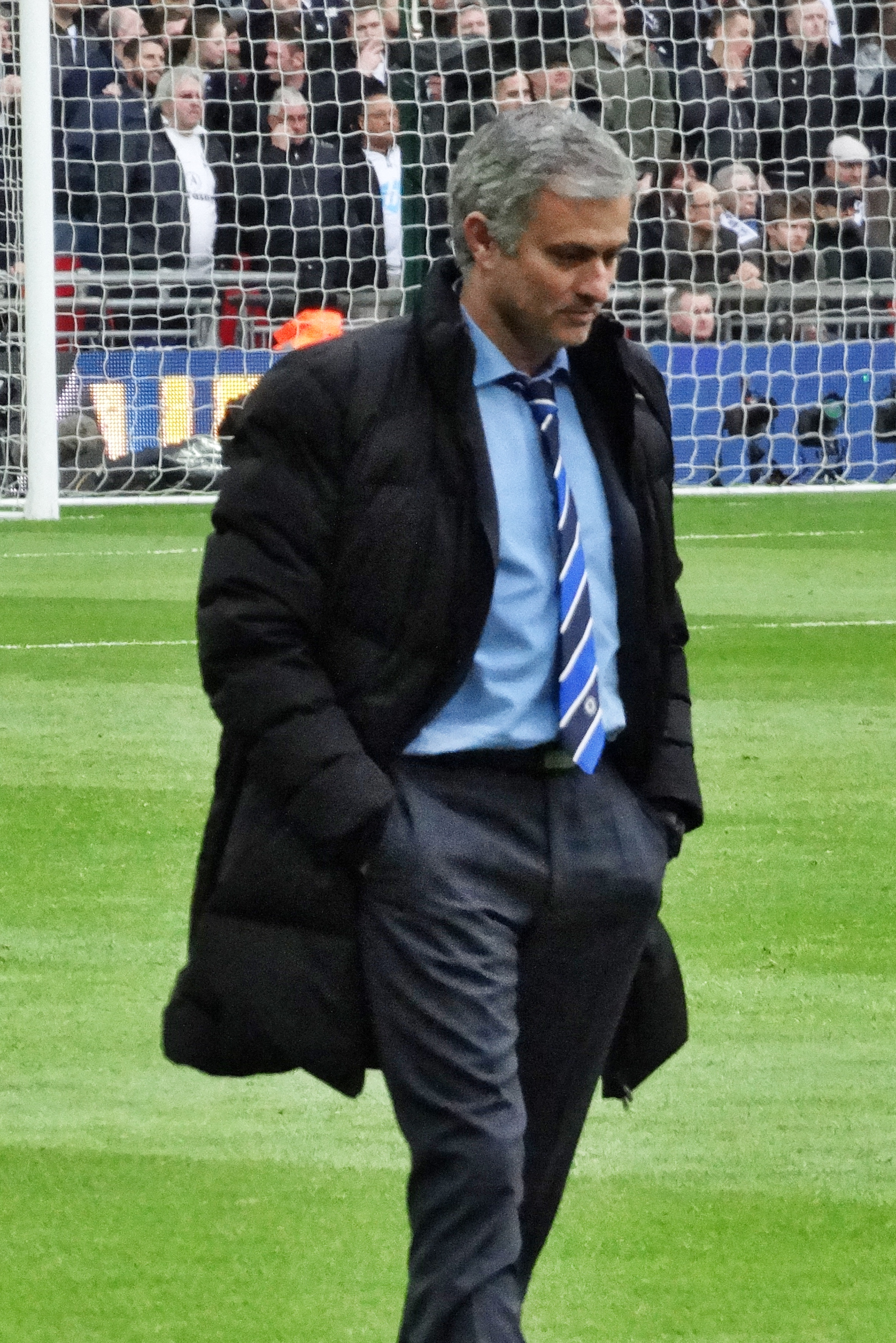
José Mourinho trên cương vị huấn luyện Chelsea. Mourinho bị sa thải tháng 12 năm 2015.

| Vị trí                                        | Ban huấn luyện       |
| --------------------------------------------- | -------------------- |
| Huấn luyện viên đội một                       | Guus Hiddink         |
| Trợ lý huấn luyện viên                        | Steve Holland        |
| Trợ lý huấn luyện viên                        | Eddie Newton         |
| Giám đốc kỹ thuật                             | Michael Emenalo      |
| Huấn luyện viên thủ môn                       | Christophe Lollichon |
| Huấn luyện viên thể lực                       | Chris Jones          |
| Trợ lý huấn luyện viên thể lực                | Carlos Lalin         |
| Trưởng bộ phận nghiên cứu đối thủ             | Mick McGiven         |
| Giám đốc y khoa                               | Paco Biosca          |
| Trưởng bộ phận phát triển cầu thủ trẻ         | Neil Bath            |
| Huấn luyện viên đội U21                       | Adi Viveash          |
| Huấn luyện viên đội U18                       | Joe Edwards          |
| Trưởng bộ phận phân tích trận đấu/Tuyển trạch | James Melbourne      |
| Huấn luyện viên trưởng quốc tế                | Dermot Drummy        |

Nguồn: Chelsea F.C.

### Thông tin khác
| Ông chủ                      | Roman Abramovich                         |
| Chủ tịch                     | Bruce Buck                               |
| Giám đốc                     | Marina Granovskaia Eugene Tenenbaum      |
| Sân (sức chứa và kích thước) | Stamford Bridge (41,663 / 103x67 metres) |
| Sân tập                      | Trung tâm huấn luyện Cobham              |

Nguồn: Chelsea F.C.

## Trang phục
Nhà cung cấp: Adidas/ Nhà tài trợ: Yokohama Tyres.
| Sân nhà |  | Sân nhà phụ |  | Sân khách |  | Sân khách phụ |  | Thứ ba |  | Thứ ba phụ |  | Thủ môn 1 |  | Thủ môn 2 |  | Thủ môn 3 |  |

## Thông tin đội hình

### Đội một
Tính đến 11 tháng 5 năm 2016.
| Số áo    | Tên                    | Quốc tịch            | Vị trí       | Ngày sinh (Tuổi)  |
| Thủ môn  | Thủ môn                | Thủ môn              | Thủ môn      | Thủ môn           |
| -------- | ---------------------- | -------------------- | ------------ | ----------------- |
| 1        | Asmir Begović HG1      | Bosna và Hercegovina | TM           | 20 tháng 6, 1987  |
| 13       | Thibaut Courtois       | Bỉ                   | TM           | 11 tháng 5, 1992  |
| 32       | Marco Amelia           | Ý                    | TM           | 2 tháng 4, 1982   |
| 33       | Mitchell Beeney U21    | Anh                  | TM           | 3 tháng 10, 1995  |
| 40       | Bradley Collins U21    | Anh                  | TM           | 18 tháng 2, 1997  |
| Hậu vệ   |                        |                      |              |                   |
| 2        | Branislav Ivanović     | Serbia               | RB / CB      | 22 tháng 2, 1984  |
| 5        | Kurt Zouma U21         | Pháp                 | CB / DM      | 27 tháng 10, 1994 |
| 6        | Baba Rahman U21        | Ghana                | LB           | 2 tháng 7, 1994   |
| 20       | Matt Miazga U21        | Hoa Kỳ               | CB           | 19 tháng 7, 1995  |
| 24       | Gary Cahill HG1        | Anh                  | CB           | 19 tháng 12, 1985 |
| 26       | John Terry HG2         | Anh                  | CB           | 7 tháng 12, 1980  |
| 28       | César Azpilicueta      | Tây Ban Nha          | RB / LB      | 28 tháng 8, 1989  |
| 34       | Ola Aina U21           | Anh                  | CB / RB      | 8 tháng 10, 1996  |
| 37       | Jake Clarke-Salter U21 | Anh                  | CB           | 22 tháng 9, 1997  |
| 39       | Fankaty Dabo U21       | Anh                  | RB           | 11 tháng 10, 1995 |
| 43       | Fikayo Tomori U21      | Anh                  | CB / RB      | 19 tháng 12, 1997 |
| Tiền vệ  |                        |                      |              |                   |
| 4        | Cesc Fàbregas HG1      | Tây Ban Nha          | CM / AM      | 4 tháng 5, 1987   |
| 8        | Oscar                  | Brasil               | AM / RW / CM | 9 tháng 9, 1991   |
| 10       | Eden Hazard            | Bỉ                   | LW / AM / RW | 7 tháng 1, 1991   |
| 12       | John Obi Mikel         | Nigeria              | DM / CM      | 22 tháng 4, 1987  |
| 14       | Bertrand Traoré U21    | Burkina Faso         | RW / LW / CF | 6 tháng 9, 1995   |
| 16       | Kenedy U21             | Brasil               | LW / AM / RW | 8 tháng 2, 1996   |
| 17       | Pedro                  | Tây Ban Nha          | RW / LW      | 28 tháng 7, 1987  |
| 21       | Nemanja Matić          | Serbia               | DM / CM      | 1 tháng 8, 1988   |
| 22       | Willian                | Brasil               | AM / RW      | 9 tháng 8, 1988   |
| 36       | Ruben Loftus-Cheek U21 | Anh                  | CM           | 23 tháng 1, 1996  |
| 38       | Kasey Palmer U21       | Anh                  | AM           | 9 tháng 11, 1996  |
| 41       | Charlie Colkett U21    | Anh                  | CM           | 4 tháng 9, 1996   |
| Tiền đạo |                        |                      |              |                   |
| 9        | Radamel Falcao         | Colombia             | CF           | 10 tháng 2, 1986  |
| 11       | Alexandre Pato         | Brasil               | CF           | 2 tháng 9, 1989   |
| 18       | Loïc Rémy              | Pháp                 | CF           | 2 tháng 1, 1987   |
| 19       | Diego Costa            | Tây Ban Nha          | CF           | 7 tháng 10, 1988  |
| 42       | Tammy Abraham U21      | Anh                  | CF           | 2 tháng 10, 1997  |

- HG1 = Cầu thủ Liên đoàn đào tạo
- HG2 = Cầu thủ Câu lạc bộ đào tạo
- U21 = Cầu thủ dưới 21 tuổi

## Hợp đồng mới
| Số | Vị trí | Cầu thủ             | Thời hạn hợp đồng | Kết thúc hợp đồng | Ngày                 | Nguồn        |
| -- | ------ | ------------------- | ----------------- | ----------------- | -------------------- | ------------ |
| —  | CB     | Andreas Christensen | 5 năm             | 2020              | 10 tháng 6 năm 2015  | [ 8 ]        |
| —  | ST     | Patrick Bamford     | 3 năm             | 2018              | 21 tháng 7 năm 2015  | [ 9 ] [ 10 ] |
| —  | CB     | Tomáš Kalas         | 3 năm             | 2018              | 23 tháng 7 năm 2015  | [ 11 ]       |
| —  | RB     | Todd Kane           | 3 năm             | 2018              | 3 tháng 8 năm 2015   | [ 12 ]       |
| —  | CB     | Nathan Aké          | 5 năm             | 2020              | 14 tháng 8 năm 2015  | [ 13 ]       |
| —  | LW     | Victor Moses        | 4 năm             | 2019              | 1 tháng 9 năm 2015   | [ 14 ]       |
| —  | LW     | Isaiah Brown        | 4 năm             | 2019              | 1 tháng 9 năm 2015   | [ 15 ]       |
| 7  | CM     | Ramires             | 4 năm             | 2019              | 29 tháng 10 năm 2015 | [ 16 ]       |
| 37 | CB     | Jake Clarke-Salter  | 4 năm             | 2019              | 16 tháng 11 năm 2015 | [ 17 ]       |
| 24 | CB     | Gary Cahill         | 4 năm             | 2019              | 2 tháng 12 năm 2015  | [ 18 ]       |
| 2  | CB     | Branislav Ivanović  | 1 năm             | 2017              | 22 tháng 1 năm 2016  | [ 19 ]       |
| 38 | CM     | Kasey Palmer        | 4 năm             | 2020              | 2 tháng 2 năm 2016   | [ 20 ]       |
| —  | CM     | Kyle Scott          | 4 năm             | 2020              | 2 tháng 2 năm 2016   | [ 21 ]       |
| 36 | CM     | Ruben Loftus-Cheek  | 5 năm             | 2021              | 29 tháng 2 năm 2016  | [ 22 ]       |
| —  | CB     | Dion Conroy         | 2 năm             | 2018              | 29 tháng 2 năm 2016  |              |
| 41 | CM     | Charlie Colkett     | 3 năm             | 2019              | 22 tháng 4 năm 2016  | [ 23 ]       |
| 26 | CB     | John Terry          | 1 năm             | 2017              | 18 tháng 5 năm 2016  | [ 24 ]       |

## Chuyển nhượng

### Đến

#### Mùa hè
| Số | Vị trí | Cầu thủ         | Chuyển đến từ        | Giá           | Ngày                | Nguồn                |
| -- | ------ | --------------- | -------------------- | ------------- | ------------------- | -------------------- |
| —  | AM     | Nathan          | Atlético Paranaense  | £4,500.000    | 1 tháng 7 năm 2015  | [ 25 ] [ 26 ]        |
| —  | DM     | Joseph Colley   | Brommapojkarna       | Không tiết lộ | 1 tháng 7 năm 2015  | [ 27 ] [ 28 ]        |
| 1  | GK     | Asmir Begović   | Stoke City           | £8.000.000    | 13 tháng 7 năm 2015 | [ 29 ] [ 30 ] [ 31 ] |
| —  | CM     | Danilo Pantić   | Partizan             | £1,250.000    | 23 tháng 7 năm 2015 | [ 32 ] [ 33 ] [ 34 ] |
| 6  | LB     | Baba Rahman     | Augsburg             | £14.000.000   | 17 tháng 8 năm 2015 | [ 35 ] [ 36 ] [ 37 ] |
| 17 | RW     | Pedro           | Barcelona            | £21,400.000   | 20 tháng 8 năm 2015 | [ 38 ]               |
| 16 | AM     | Kenedy          | Fluminense           | £6,300.000    | 23 tháng 8 năm 2015 | [ 39 ] [ 40 ] [ 41 ] |
| 15 | CB     | Papy Djilobodji | Nantes               | £2,700.000    | 1 tháng 9 năm 2015  | [ 42 ] [ 43 ]        |
| —  | CB     | Michael Hector  | Reading              | £4.000.000    | 1 tháng 9 năm 2015  | [ 44 ]               |
| 32 | GK     | Marco Amelia    | Lupa Castelli Romani | Miễn phí      | 8 tháng 10 năm 2015 | [ 45 ]               |

#### Mùa đông
| Số | Vị trí | Cầu thủ     | Chuyển đến từ      | Giá        | Ngày                | Nguồn  |
| -- | ------ | ----------- | ------------------ | ---------- | ------------------- | ------ |
| 20 | CB     | Matt Miazga | New York Red Bulls | £3,500.000 | 30 tháng 1 năm 2016 | [ 46 ] |

### Đi

#### Mùa hè
| Số | Vị trí | Cầu thủ        | Chuyển đến               | Giá           | Ngày                 | Nguồn                |
| -- | ------ | -------------- | ------------------------ | ------------- | -------------------- | -------------------- |
| —  | AM     | Thorgan Hazard | Borussia Mönchengladbach | £5,850.000    | 1 tháng 7 năm 2015   | [ 47 ] [ 48 ]        |
| —  | CB     | George Brady   | Sunderland               | Miễn phí      | 1 tháng 7 năm 2015   | [ 49 ]               |
| —  | LW     | Gaël Kakuta    | Sevilla                  | £2,500.000    | 1 tháng 7 năm 2015   |                      |
| 1  | GK     | Petr Čech      | Arsenal                  | £10.000.000   | 1 tháng 7 năm 2015   |                      |
| 20 | CM     | Josh McEachran | Brentford                | £750.000      | 10 tháng 7 năm 2015  | [ 50 ] [ 51 ]        |
| 11 | ST     | Didier Drogba  | Montreal Impact          | Miễn phí      | 27 tháng 7 năm 2015  | [ 52 ] [ 53 ] [ 54 ] |
| 3  | LB     | Filipe Luís    | Atletico Madrid          | £11,100.000   | 28 tháng 7 năm 2015  | [ 55 ]               |
| —  | DM     | Oriol Romeu    | Southampton              | £5.000.000    | 13 tháng 8 năm 2015  | [ 56 ] [ 57 ]        |
| —  | AM     | Daniel Kemp    | West Ham United          | Miễn phí      | 11 tháng 11 năm 2015 | [ 58 ] [ 59 ]        |
| —  | AM     | Ulises Dávila  | Santos Laguna            | Không tiết lộ | 5 tháng 12 năm 2015  | [ 60 ] [ 61 ]        |

#### Mùa đông
| Số | Vị trí | Cầu thủ         | Chuyển đến       | Giá         | Ngày                | Nguồn                |
| -- | ------ | --------------- | ---------------- | ----------- | ------------------- | -------------------- |
| —  | AM     | Hubert Adamczyk | KS Cracovia      | Miễn phí    | 14 tháng 1 năm 2016 | [ 62 ] [ 63 ] [ 64 ] |
| 7  | CM     | Ramires         | Giang Tô Tô Ninh | £25.000.000 | 27 tháng 1 năm 2016 | [ 65 ] [ 66 ]        |
| —  | RW     | Faiq Bolkiah    | Leicester City   | Miễn phí    | 15 tháng 3 năm 2016 | [ 67 ]               |
| —  | AM     | Domingos Quina  | West Ham United  | Miễn phí    | 23 tháng 4 năm 2016 | [ 68 ] [ 69 ]        |

### Mượn

#### Mùa hè
| Số | Vị trí | Cầu thủ        | Mượn từ | Bắt đầu            | Kết thúc            | Nguồn  |
| -- | ------ | -------------- | ------- | ------------------ | ------------------- | ------ |
| 9  | ST     | Radamel Falcao | Monaco  | 3 tháng 7 năm 2015 | 30 tháng 6 năm 2016 | [ 70 ] |

#### Mùa đông
| Số | Vị trí | Cầu thủ        | Mượn từ     | Bắt đầu             | Kết thúc            | Nguồn  |
| -- | ------ | -------------- | ----------- | ------------------- | ------------------- | ------ |
| 11 | ST     | Alexandre Pato | Corinthians | 29 tháng 1 năm 2016 | 30 tháng 6 năm 2016 | [ 71 ] |

### Cho mượn

#### Mùa hè
| Số | Vị trí | Cầu thủ             | CLB mượn                 | Bắt đầu             | Kết thúc            | Nguồn                  |
| -- | ------ | ------------------- | ------------------------ | ------------------- | ------------------- | ---------------------- |
| —  | ST     | Stipe Perica        | Udinese                  | 2 tháng 2 năm 2015  | 30 tháng 6 năm 2016 | [ 72 ]                 |
| —  | LW     | Christian Atsu      | Bournemouth              | 1 tháng 7 năm 2015  | 4 tháng 1 năm 2016  | [ 73 ] [ 74 ]          |
| —  | AM     | Lewis Baker         | Vitesse Arnhem           | 1 tháng 7 năm 2015  | 30 tháng 6 năm 2016 | [ 75 ]                 |
| —  | CM     | Mario Pašalić       | Monaco                   | 3 tháng 7 năm 2015  | 30 tháng 6 năm 2016 | [ 76 ]                 |
| —  | CB     | Andreas Christensen | Borussia Mönchengladbach | 10 tháng 7 năm 2015 | 30 tháng 6 năm 2016 |                        |
| —  | LW     | Isaiah Brown        | Vitesse Arnhem           | 10 tháng 7 năm 2015 | 30 tháng 6 năm 2016 |                        |
| —  | AM     | Nathan              | Vitesse Arnhem           | 10 tháng 7 năm 2015 | 30 tháng 6 năm 2016 | [ 77 ]                 |
| —  | CM     | Marco van Ginkel    | Stoke City               | 10 tháng 7 năm 2015 | 1 tháng 2 năm 2016  | [ 78 ]                 |
| —  | AM     | Victorien Angban    | Sint-Truiden             | 14 tháng 7 năm 2015 | 30 tháng 6 năm 2016 | [ 79 ]                 |
| —  | CB     | Tomáš Kalas         | Middlesbrough            | 17 tháng 7 năm 2015 | 30 tháng 6 năm 2016 | [ 80 ]                 |
| —  | DM     | Jordan Houghton     | Gillingham               | 20 tháng 7 năm 2015 | 3 tháng 1 năm 2016  | [ 81 ]                 |
| —  | CB     | Kenneth Omeruo      | Kasımpaşa                | 21 tháng 7 năm 2015 | 30 tháng 6 năm 2016 | [ 82 ]                 |
| —  | ST     | Patrick Bamford     | Crystal Palace           | 21 tháng 7 năm 2015 | 4 tháng 1 năm 2016  | [ 74 ]                 |
| —  | RB     | Wallace             | Carpi                    | 22 tháng 7 năm 2015 | 7 tháng 1 năm 2016  | [ 83 ] [ 84 ]          |
| —  | CM     | Danilo Pantić       | Vitesse Arnhem           | 23 tháng 7 năm 2015 | 30 tháng 6 năm 2016 | [ 34 ]                 |
| —  | AM     | Ulises Dávila       | Vitória                  | 3 tháng 8 năm 2015  | 5 tháng 12 năm 2015 | [ 60 ] [ 85 ]          |
| —  | ST     | Dominic Solanke     | Vitesse Arnhem           | 4 tháng 8 năm 2015  | 30 tháng 6 năm 2016 | [ 86 ]                 |
| —  | ST     | Joao Rodríguez      | Sint-Truiden             | 4 tháng 8 năm 2015  | 30 tháng 6 năm 2016 | [ 87 ]                 |
| —  | RB     | Todd Kane           | NEC Nijmegen             | 6 tháng 8 năm 2015  | 30 tháng 6 năm 2016 |                        |
| —  | RW     | Mohamed Salah       | Roma                     | 6 tháng 8 năm 2015  | 30 tháng 6 năm 2016 | [ 88 ]                 |
| —  | GK     | Matej Delač         | Sarajevo                 | 7 tháng 8 năm 2015  | 30 tháng 6 năm 2016 | [ 89 ]                 |
| —  | CB     | Alex Davey          | Peterborough United      | 8 tháng 8 năm 2015  | 2 tháng 1 năm 2016  | [ 90 ] [ 91 ]          |
| —  | LM     | Cristián Cuevas     | Sint-Truiden             | 10 tháng 8 năm 2015 | 30 tháng 6 năm 2016 | [ 92 ]                 |
| —  | CB     | Nathan Aké          | Watford                  | 14 tháng 8 năm 2015 | 30 tháng 6 năm 2016 |                        |
| —  | RW     | Juan Cuadrado       | Juventus                 | 25 tháng 8 năm 2015 | 30 tháng 6 năm 2016 |                        |
| —  | LW     | Marko Marin         | Trabzonspor              | 25 tháng 8 năm 2015 | 30 tháng 6 năm 2016 | [ 93 ]                 |
| —  | AM     | Jérémie Boga        | Stade Rennais            | 31 tháng 8 năm 2015 | 30 tháng 6 năm 2016 | [ 94 ]                 |
| —  | AM     | Lucas Piazon        | Reading                  | 31 tháng 8 năm 2015 | 28 tháng 4 năm 2016 | [ 95 ] [ 96 ]          |
| —  | LW     | Victor Moses        | West Ham United          | 1 tháng 9 năm 2015  | 30 tháng 6 năm 2016 | [ 97 ]                 |
| —  | ST     | Islam Feruz         | Hibernian                | 1 tháng 9 năm 2015  | 16 tháng 1 năm 2016 | [ 98 ] [ 99 ]          |
| —  | CB     | Michael Hector      | Reading                  | 1 tháng 9 năm 2015  | 28 tháng 4 năm 2016 | [ 96 ] [ 100 ]         |
| —  | DM     | Nathaniel Chalobah  | Napoli                   | 1 tháng 9 năm 2015  | 30 tháng 6 năm 2016 | [ 101 ]                |
| —  | CM     | John Swift          | Brentford                | 1 tháng 10 năm 2015 | 30 tháng 6 năm 2016 | [ 74 ] [ 102 ] [ 103 ] |

#### Mùa đông
| Số | Vị trí | Cầu thủ          | CLB mượn        | Bắt đầu             | Kết thúc            | Nguồn                  |
| -- | ------ | ---------------- | --------------- | ------------------- | ------------------- | ---------------------- |
| —  | RB     | Wallace          | Grêmio          | 7 tháng 1 năm 2016  | 30 tháng 6 năm 2017 | [ 84 ] [ 104 ]         |
| 33 | GK     | Mitchell Beeney  | Newport County  | 15 tháng 1 năm 2016 | 25 tháng 2 năm 2016 | [ 62 ] [ 105 ] [ 106 ] |
| 15 | CB     | Papy Djilobodji  | Werder Bremen   | 21 tháng 1 năm 2016 | 30 tháng 6 năm 2016 | [ 107 ]                |
| —  | RW     | Alex Kiwomya     | Fleetwood Town  | 21 tháng 1 năm 2016 | 20 tháng 2 năm 2016 | [ 108 ]                |
| —  | RW     | Christian Atsu   | Málaga          | 25 tháng 1 năm 2016 | 30 tháng 6 năm 2016 | [ 109 ]                |
| —  | AM     | Charly Musonda   | Real Betis      | 29 tháng 1 năm 2016 | 30 tháng 6 năm 2016 | [ 110 ]                |
| —  | ST     | Patrick Bamford  | Norwich City    | 30 tháng 1 năm 2016 | 30 tháng 6 năm 2016 | [ 111 ]                |
| —  | CM     | Marco van Ginkel | PSV             | 1 tháng 2 năm 2016  | 30 tháng 6 năm 2016 | [ 78 ]                 |
| —  | CM     | Jordan Houghton  | Plymouth Argyle | 10 tháng 3 năm 2016 | 30 tháng 6 năm 2016 | [ 112 ]                |
| —  | CB     | Alex Davey       | Stabæk          | 15 tháng 3 năm 2016 | 22 tháng 7 năm 2016 | [ 113 ]                |
| 27 | GK     | Jamal Blackman   | Östersunds FK   | 18 tháng 3 năm 2016 | 31 tháng 5 năm 2016 | [ 114 ] [ 115 ]        |

### Hoạt động chuyển nhượng
| Mùa hè: £64,450.000 Mùa đông: £3,500.000 Tổng: £67,950.000 | Mùa hè: £35,200.000 Mùa đông: £25.000.000 Tổng: £60,200.000 | Mùa hè: £29,250.000 Mùa đông: £21,500.000 Tổng: £7,750.000 |

## Trước mùa giải
Ngày 28 tháng 4 năm 2015, lịch thi đấu International Champions Cup 2015 được công bố Chelsea thi đấu với New York Red Bulls, Paris Saint-Germain, Barcelona và Fiorentina.
| 22 tháng 7 năm 2015 International Champions Cup | New York Red Bulls                                             | 4–2    | Chelsea               | Harrison, New Jersey, Hoa Kỳ                                                 |  |
| 20:00 EDT                                       | Davis 20', 73', 77' · Castellanos 51' · Miller 62' · Adams 70' | Report | Rémy 26' · Hazard 75' | Sân vận động: Red Bull Arena Lượng khán giả: 24,076 Trọng tài: Robert Sibiga |  |

| 25 tháng 7 năm 2015 International Champions Cup                   | Paris Saint-Germain                       | 1–1 (5–6 p)                                                         | Chelsea                     | Charlotte, Bắc Carolina, Hoa Kỳ                                                        |  |
| 18:00 EDT                                                         | Ibrahimović 25' · Rabiot 52' · Aurier 59' | Report                                                              | Azpilicueta 34' · Moses 65' | Sân vận động: Sân vận động Bank of America Lượng khán giả: 61,224 Trọng tài: Ted Unkel |  |
|                                                                   |                                           | Loạt sút luân lưu                                                   |                             |                                                                                        |  |
| Motta · Rabiot · Ongenda · Bahebeck · Cavani · Marquinhos · Silva |                                           | Falcao · Azpilicueta · Cuadrado · Rémy · Oscar · Willian · Courtois |                             |                                                                                        |  |

| 28 tháng 7 năm 2015 International Champions Cup | Chelsea                 | 2–2 (4–2 p)                          | Barcelona                                        | Landover, Maryland, Hoa Kỳ                                                |  |
| 20:00 EDT                                       | Hazard 10' · Cahill 86' | Report                               | Mathieu 42' · Suárez 52' · Sandro 66' · Alba 74' | Sân vận động: FedEx Field Lượng khán giả: 78,914 Trọng tài: Allen Chapman |  |
|                                                 |                         | Loạt sút luân lưu                    |                                                  |                                                                           |  |
| Falcao · Moses · Ramires · Rémy                 |                         | Iniesta · Halilović · Piqué · Sandro |                                                  |                                                                           |  |

| 5 tháng 8 năm 2015 International Champions Cup | Chelsea                   | 0–1    | Fiorentina                                                 | Luân Đôn, Anh                                                               |  |
| 20:00 BST                                      | Zouma 90+2' · Matić 90+2' | Report | Rodríguez 34' · Roncaglia 52' · Hegazy 83' · Joaquín 90+3' | Sân vận động: Stamford Bridge Lượng khán giả: 41,435 Trọng tài: David Coote |  |

## Chính thức

### Chung
| Giải đấu            | Vòng xuất phát | Vị trí cuối cùng | Trận đầu            | Trận cuối            |
| ------------------- | -------------- | ---------------- | ------------------- | -------------------- |
| EPL                 | —              | 10               | 8 tháng 8 năm 2015  | 15 tháng 5 năm 2016  |
| FA Cup              | Vòng 3         | Vòng 6           | 10 tháng Một2016    | 12 tháng 3 năm 2016  |
| FL Cup              | Vòng 3         | Vòng 4           | 23 tháng 9 năm 2015 | 27 tháng 10 năm 2015 |
| UCL                 | Vòng bảng      | Vòng 16 đội      | 16 tháng 9 năm 2015 | 9 tháng 3 năm 2016   |
| FA Community Shield | Chung kết      | Á quân           | 2 tháng 8 năm 2015  | 2 tháng 8 năm 2015   |

Lần cập nhật cuối: 15 tháng 5 năm 2016
Nguồn: Các giải đấu

### Tổng quan
| Giải đấu            | Kết quả | Kết quả | Kết quả | Kết quả | Kết quả | Kết quả | Kết quả | Kết quả |
| Giải đấu            | Tr      | T       | H       | B       | BT      | BB      | HS      | %T      |
| ------------------- | ------- | ------- | ------- | ------- | ------- | ------- | ------- | ------- |
| Premier League      | 38      | 12      | 14      | 12      | 59      | 53      | +6      | 031,58  |
| FA Cup              | 4       | 3       | 0       | 1       | 12      | 4       | +8      | 075,00  |
| League Cup          | 2       | 1       | 1       | 0       | 5       | 2       | +3      | 050,00  |
| Champions League    | 8       | 4       | 1       | 3       | 15      | 7       | +8      | 050,00  |
| FA Community Shield | 1       | 0       | 0       | 1       | 0       | 1       | −1      | 000,00  |
| Tổng                | 53      | 20      | 16      | 17      | 91      | 67      | +24     | 037,74  |

Lần cập nhật cuối: 15 tháng 5 năm 2016
Nguồn: Các giải đấu

### FA Community Shield
| 2 tháng 8 năm 2015 Chung kết | Arsenal                               | 1–0      | Chelsea         | Luân Đôn                                                                            |  |
| 15:00 BST                    | Oxlade-Chamberlain 24' · Coquelin 67' | Chi tiết | Azpilicueta 65' | Sân vận động: Sân vận động Wembley Lượng khán giả: 85,437 Trọng tài: Anthony Taylor |  |

### Premier League

#### Bảng xếp hạng
| VT | Đội          | ST | T  | H  | B  | BT | BB | HS  | Đ  |
| -- | ------------ | -- | -- | -- | -- | -- | -- | --- | -- |
| 8  | Liverpool    | 38 | 16 | 12 | 10 | 63 | 50 | +13 | 60 |
| 9  | Stoke City   | 38 | 14 | 9  | 15 | 41 | 55 | −14 | 51 |
| 10 | Chelsea      | 38 | 12 | 14 | 12 | 59 | 53 | +6  | 50 |
| 11 | Everton      | 38 | 11 | 14 | 13 | 59 | 55 | +4  | 47 |
| 12 | Swansea City | 38 | 12 | 11 | 15 | 42 | 52 | −10 | 47 |

#### Kết quả
| Tổng thể | Tổng thể | Tổng thể | Tổng thể | Tổng thể | Tổng thể | Tổng thể | Tổng thể | Sân nhà | Sân nhà | Sân nhà | Sân nhà | Sân nhà | Sân nhà | Sân khách | Sân khách | Sân khách | Sân khách | Sân khách | Sân khách |
| ST       | T        | H        | B        | BT       | BB       | HS       | Đ        | T       | H       | B       | BT      | BB      | HS      | T         | H         | B         | BT        | BB        | HS        |
| -------- | -------- | -------- | -------- | -------- | -------- | -------- | -------- | ------- | ------- | ------- | ------- | ------- | ------- | --------- | --------- | --------- | --------- | --------- | --------- |
| 38       | 12       | 14       | 12       | 59       | 53       | +6       | 50       | 5       | 9       | 5       | 32      | 30      | +2      | 7         | 5         | 7         | 27        | 23        | +4        |

Cập nhật lần cuối: ngày 15 tháng 5 năm 2016.

Nguồn: Premier League

#### Kết quả theo vòng đấu
| Vòng    | 1 | 2  | 3 | 4  | 5  | 6  | 7  | 8  | 9  | 10 | 11 | 12 | 13 | 14 | 15 | 16 | 17 | 18 | 19 | 20 | 21 | 22 | 23 | 24 | 25 | 26 | 27 | 28 | 29 | 30 | 31 | 32 | 33 | 34 | 35 | 36 | 37 | 38 |
| ------- | - | -- | - | -- | -- | -- | -- | -- | -- | -- | -- | -- | -- | -- | -- | -- | -- | -- | -- | -- | -- | -- | -- | -- | -- | -- | -- | -- | -- | -- | -- | -- | -- | -- | -- | -- | -- | -- |
| Sân     | H | A  | A | H  | A  | H  | A  | H  | H  | A  | H  | A  | H  | A  | H  | A  | H  | H  | A  | A  | H  | H  | A  | A  | H  | H  | A  | A  | H  | H  | A  | A  | H  | A  | H  | A  | A  | H  |
| Kết quả | D | L  | W | L  | L  | W  | D  | L  | W  | L  | L  | L  | W  | D  | L  | L  | W  | D  | D  | W  | D  | D  | W  | D  | D  | W  | W  | W  | D  | D  | W  | L  | L  | W  | D  | L  | D  | D  |
| Vị trí  | 5 | 16 | 9 | 13 | 16 | 13 | 15 | 16 | 11 | 15 | 15 | 16 | 15 | 14 | 14 | 16 | 15 | 15 | 14 | 14 | 14 | 14 | 13 | 13 | 13 | 12 | 11 | 8  | 10 | 10 | 10 | 10 | 10 | 9  | 9  | 9  | 9  | 10 |

Lần cập nhật cuối: ngày 15 tháng 5 năm 2016.
Nguồn: Statto

Nền: A = Sân khác; H = Sân nhà. Kết quả: D = Hòa L = Thua; W = Thắng; P = Bị hoãn.

#### Tỉ số
Thắng
      Hòa
      Thua
| Đối thủ              | Sân nhà | Sân khách | Thắng cả hai |
| -------------------- | ------- | --------- | ------------ |
| Arsenal              | 2–0     | 1–0       | Yes          |
| Aston Villa          | 2–0     | 4–0       | Yes          |
| Bournemouth          | 0–1     | 4–1       | No           |
| Crystal Palace       | 1–2     | 3–0       | No           |
| Everton              | 3–3     | 1–3       | No           |
| Leicester City       | 1–1     | 1–2       | No           |
| Liverpool            | 1–3     | 1–1       | No           |
| Manchester City      | 0–3     | 0–3       | No           |
| Manchester United    | 1–1     | 0–0       | No           |
| Newcastle United     | 5–1     | 2–2       | No           |
| Norwich City         | 1–0     | 2–1       | Yes          |
| Southampton          | 1–3     | 2–1       | No           |
| Stoke City           | 1–1     | 0–1       | No           |
| Sunderland           | 3–1     | 2–3       | No           |
| Swansea City         | 2–2     | 0–1       | No           |
| Tottenham Hotspur    | 2–2     | 0–0       | No           |
| Watford              | 2–2     | 0–0       | No           |
| West Bromwich Albion | 2–2     | 3–2       | No           |
| West Ham United      | 2–2     | 1–2       | No           |

#### Trận đấu
Thắng
      Hòa
      Thua
Lịch thi đấu mùa giải 2015–16 được công bố lúc 9 giờ ngày 17 tháng 6 năm 2015.
| 8 tháng 8 năm 2015 1 | Chelsea                                                     | 2–2      | Swansea City                                                             | Luân Đôn                                                                       |  |
| 17:30 BST            | Oscar 23' · Fernández 30' (l.n.) · Courtois 52' · Terry 53' | Chi tiết | Shelvey 18' · Ayew 29' · Cork 45+1' · Gomis 55' (ph.đ.) · Williams 90+3' | Sân vận động: Stamford Bridge Lượng khán giả: 41,232 Trọng tài: Michael Oliver |  |

| 16 tháng 8 năm 2015 2 | Manchester City                                                                    | 3–0      | Chelsea                   | Manchester                                                                          |  |
| 16:00 BST             | Agüero 32' · Kompany 33', 79' · Fernandinho 45+1', 85' · Touré 51' · Mangala 90+1' | Chi tiết | Ivanović 48' · Hazard 81' | Sân vận động: Sân vận động Etihad Lượng khán giả: 54,331 Trọng tài: Martin Atkinson |  |

| 23 tháng 8 năm 2015 3 | West Bromwich Albion                            | 2–3      | Chelsea                                                         | West Bromwich                                                                  |  |
| 13:30 BST             | Morrison 35', 59' · McClean 37' · McManaman 71' | Chi tiết | Matić 17' · Pedro 20' · Costa 30' · Azpilicueta 42' · Terry 54' | Sân vận động: The Hawthorns Lượng khán giả: 23,256 Trọng tài: Mark Clattenburg |  |

| 29 tháng 8 năm 2015 4 | Chelsea                 | 1–2      | Crystal Palace                   | Luân Đôn                                                                     |  |
| 15:00 BST             | Cahill 71' · Falcao 79' | Chi tiết | Sako 65' · Cabaye 73' · Ward 81' | Sân vận động: Stamford Bridge Lượng khán giả: 41,581 Trọng tài: Craig Pawson |  |

| 12 tháng 9 năm 2015 5 | Everton                                            | 3–1      | Chelsea                                   | Liverpool                                                                    |  |
| 12:45 BST             | Naismith 17', 22', 82' · Galloway 65' · Stones 87' | Chi tiết | Matić 36' · Azpilicueta 88' · Costa 90+3' | Sân vận động: Goodison Park Lượng khán giả: 38,311 Trọng tài: Andre Marriner |  |

| 19 tháng 9 năm 2015 6 | Chelsea                                                                    | 2–0      | Arsenal                                            | Luân Đôn                                                                  |  |
| 12:45 BST             | Costa 45+1' · Ivanović 49' · Zouma 53' · Oscar 64' · Chambers 90+1' (l.n.) | Chi tiết | Gabriel 45' 45+1' · Chambers 72' · Cazorla 30' 79' | Sân vận động: Stamford Bridge Lượng khán giả: 41,584 Trọng tài: Mike Dean |  |

| 26 tháng 9 năm 2015 7 | Newcastle United                        | 2–2      | Chelsea                                                | Newcastle trên sông Tyne                                                       |  |
| 17:30 BST             | Colback 34' · Pérez 44' · Wijnaldum 60' | Chi tiết | Ivanović 68' · Ramires 79' · Willian 86' · Pedro 90+7' | Sân vận động: St James' Park Lượng khán giả: 48,682 Trọng tài: Martin Atkinson |  |

| 3 tháng 10 năm 2015 8 | Chelsea                                | 1–3      | Southampton                                                                            | Luân Đôn                                                                      |  |
| 17:30 BST             | Willian 10' · Ramires 43' · Falcao 57' | Chi tiết | Romeu 9' · Bertrand 26' · Mané 34', 60' · Davis 43' · Pellè 72', 86' · Ward-Prowse 77' | Sân vận động: Stamford Bridge Lượng khán giả: 41,642 Trọng tài: Robert Madley |  |

| 17 tháng 10 năm 2015 9 | Chelsea                                     | 2–0      | Aston Villa                              | Luân Đôn                                                                   |  |
| 15:00 BST              | Costa 34' · Hutton 54' (l.n.) · Willian 74' | Chi tiết | Ayew 49' · Richardson 62' · Grealish 85' | Sân vận động: Stamford Bridge Lượng khán giả: 41,596 Trọng tài: Roger East |  |

| 24 tháng 10 năm 2015 10 | West Ham United                        | 2–1      | Chelsea                                                                                             | Luân Đôn                                                                    |  |
| 15:00 BST               | Zárate 17' · Kouyaté 74' · Carroll 79' | Chi tiết | Azpilicueta 24' · Matić 35' 44' · Costa 45' · Fàbregas 45' · Cahill 56' · Willian 81' · Mikel 90+5' | Sân vận động: Boleyn Ground Lượng khán giả: 34,977 Trọng tài: Jonathan Moss |  |

| 31 tháng 10 năm 2015 11 | Chelsea                | 1–3      | Liverpool                                                         | Luân Đôn                                                                         |  |
| 12:45 GMT               | Ramires 4' · Mikel 66' | Chi tiết | Coutinho 23', 45+3', 74' · Lucas 58' · Can 65' · Benteke 83', 86' | Sân vận động: Stamford Bridge Lượng khán giả: 41,577 Trọng tài: Mark Clattenburg |  |

| 7 tháng 11 năm 2015 12 | Stoke City                                                | 1–0      | Chelsea      | Stoke-on-Trent                                                                        |  |
| 17:30 GMT              | Whelan 44' · Arnautović 53' · Shawcross 57' · Johnson 90' | Chi tiết | Rahman 45+2' | Sân vận động: Sân vận động Britannia Lượng khán giả: 27,550 Trọng tài: Anthony Taylor |  |

| 21 tháng 11 năm 2015 13 | Chelsea                 | 1–0      | Norwich City                                        | Luân Đôn                                                                     |  |
| 15:00 GMT               | Willian 35' · Costa 64' | Chi tiết | Mulumbu 31' · O'Neil 47' · Bassong 61' · Olsson 69' | Sân vận động: Stamford Bridge Lượng khán giả: 41,582 Trọng tài: Craig Pawson |  |

| 29 tháng 11 năm 2015 14 | Tottenham Hotspur                                   | 0–0      | Chelsea                       | Luân Đôn                                                                       |  |
| 12:00 GMT               | Rose 32' · Kane 40' · Walker 45+1' · Vertonghen 53' | Chi tiết | Azpilicueta 59' · Matić 90+5' | Sân vận động: White Hart Lane Lượng khán giả: 35,639 Trọng tài: Michael Oliver |  |

| 5 tháng 12 năm 2015 15 | Chelsea               | 0–1      | Bournemouth             | Luân Đôn                                                                   |  |
| 17:30 GMT              | Pedro 21' · Costa 63' | Chi tiết | Surman 23' · Murray 82' | Sân vận động: Stamford Bridge Lượng khán giả: 41,631 Trọng tài: Mike Jones |  |

| 14 tháng 12 năm 2015 16 | Leicester City                         | 2–1      | Chelsea  | Leicester                                                                                |  |
| 20:00 GMT               | Vardy 44', 46' · Mahrez 48' · Huth 50' | Chi tiết | Rémy 77' | Sân vận động: Sân vận động King Power Lượng khán giả: 32,054 Trọng tài: Mark Clattenburg |  |

| 19 tháng 12 năm 2015 17 | Chelsea                                                 | 3–1      | Sunderland                                             | Luân Đôn                                                                   |  |
| 15:00 GMT               | Ivanović 5' · Pedro 13' · Oscar 50' (ph.đ.) · Matić 88' | Chi tiết | Pantilimon 48' · Borini 53' · Rodwell 62' · O'Shea 89' | Sân vận động: Stamford Bridge Lượng khán giả: 41,562 Trọng tài: Roger East |  |

| 26 tháng 12 năm 2015 18 | Chelsea             | 2–2      | Watford                                                                                 | Luân Đôn                                                                       |  |
| 15:00 GMT               | Costa 32', 65', 88' | Chi tiết | Deeney 42' (ph.đ.) · Britos 44' · Cathcart 49' · Ighalo 57' · Holebas 81' · Behrami 83' | Sân vận động: Stamford Bridge Lượng khán giả: 41,620 Trọng tài: Andre Marriner |  |

| 28 tháng 12 năm 2015 19 | Manchester United                                                 | 0–0      | Chelsea                | Đại Manchester                                                               |  |
| 17:30 GMT               | Schneiderlin 30' · Smalling 39' · Schweinsteiger 81' · Rooney 90' | Chi tiết | Mikel 27' · Hazard 72' | Sân vận động: Old Trafford Lượng khán giả: 75,275 Trọng tài: Martin Atkinson |  |

| 3 tháng 1 năm 2016 20 | Crystal Palace                       | 0–3      | Chelsea                             | Luân Đôn                                                                   |  |
| 13:30 GMT             | Delaney 13' · Jedinak 57' · Dann 80' | Chi tiết | Oscar 29' · Willian 60' · Costa 66' | Sân vận động: Selhurst Park Lượng khán giả: 24,854 Trọng tài: Kevin Friend |  |

| 13 tháng 1 năm 2016 21 | Chelsea                                                              | 2–2      | West Bromwich Albion                                    | Luân Đôn                                                                       |  |
| 19:45 GMT              | Azpilicueta 20', 85' · Costa 49' · Courtois 70' · McAuley 73' (l.n.) | Chi tiết | Yacob 25' · Gardner 33' · Myhill 68' · McClean 70', 86' | Sân vận động: Stamford Bridge Lượng khán giả: 40,945 Trọng tài: Anthony Taylor |  |

| 16 tháng 1 năm 2016 22 | Chelsea                                       | 3–3      | Everton                                                   | Luân Đôn                                                                   |  |
| 15:00 GMT              | Costa 64' · Fàbregas 66' · Terry 90+8', 90+9' | Chi tiết | Terry 50' (l.n.) · Mirallas 56' · Funes Mori 90+1', 90+2' | Sân vận động: Stamford Bridge Lượng khán giả: 41,633 Trọng tài: Mike Jones |  |

| 24 tháng 1 năm 2016 23 | Arsenal                       | 0–1      | Chelsea                                       | Luân Đôn                                                                               |  |
| 16:00 GMT              | Mertesacker 18' · Flamini 45' | Chi tiết | Oscar 11' · Costa 23' · Matić 60' · Mikel 72' | Sân vận động: Sân vận động Emirates Lượng khán giả: 60,072 Trọng tài: Mark Clattenburg |  |

| 3 tháng 2 năm 2016 24 | Watford                   | 0–0      | Chelsea     | Watford                                                                 |  |
| 19:45 GMT             | Prödl 19' · Paredes 45+2' | Chi tiết | Costa 45+2' | Sân vận động: Vicarage Road Lượng khán giả: 20,910 Trọng tài: Mike Dean |  |

| 7 tháng 2 năm 2016 25 | Chelsea     | 1–1      | Manchester United                           | Luân Đôn                                                                       |  |
| 16:00 GMT             | Costa 90+1' | Chi tiết | Lingard 61', 79' · Blind 63' · Smalling 83' | Sân vận động: Stamford Bridge Lượng khán giả: 41,434 Trọng tài: Michael Oliver |  |

| 13 tháng 2 năm 2016 26 | Chelsea                                             | 5–1      | Newcastle United                        | Luân Đôn                                                                   |  |
| 17:30 GMT              | Costa 5' · Pedro 9', 59' · Willian 17' · Traoré 83' | Chi tiết | Taylor 19' · Shelvey 61' · Townsend 90' | Sân vận động: Stamford Bridge Lượng khán giả: 41,622 Trọng tài: Roger East |  |

| 27 tháng 2 năm 2016 27 | Southampton                                      | 1–2      | Chelsea                                 | Southampton                                                                            |  |
| 15:00 GMT              | Davis 19' · Long 42' · Bertrand 64' · Clasie 65' | Chi tiết | Costa 63' · Fàbregas 75' · Ivanović 89' | Sân vận động: Sân vận động St Mary's Lượng khán giả: 31,688 Trọng tài: Martin Atkinson |  |

| 1 tháng 3 năm 2016 28 | Norwich City                                       | 1–2      | Chelsea                                            | Norwich                                                               |  |
| 19:45 GMT             | Howson 13' · Bennett 39' · Redmond 68' · Klose 76' | Chi tiết | Kenedy 1' · Oscar 44' · Costa 45+1' · Fàbregas 73' | Sân vận động: Carrow Road Lượng khán giả: 27,091 Trọng tài: Lee Mason |  |

| 5 tháng 3 năm 2016 29 | Chelsea                | 1–1      | Stoke City                           | Luân Đôn                                                                         |  |
| 15:00 GMT             | Traoré 39' · Oscar 45' | Chi tiết | Pieters 53' · Whelan 73' · Diouf 85' | Sân vận động: Stamford Bridge Lượng khán giả: 41,381 Trọng tài: Mark Clattenburg |  |

| 19 tháng 3 năm 2016 30 | Chelsea                                                           | 2–2      | West Ham United                                                                                 | Luân Đôn                                                                      |  |
| 15:00 GMT              | Ivanović 16' · Fàbregas 45+3', 89' (ph.đ.), 90+1' · Willian 90+1' | Chi tiết | Lanzini 17' · Reid 45+2' · Ogbonna 45+3' · Carroll 61' · Kouyaté 64' · Antonio 88' · Adrián 89' | Sân vận động: Stamford Bridge Lượng khán giả: 41,623 Trọng tài: Robert Madley |  |

| 2 tháng 4 năm 2016 31 | Aston Villa                                                              | 0–4      | Chelsea                                                               | Birmingham                                                                |  |
| 12:45 BST             | Gueye 28' · Cissokho 45+2' · Sánchez 61' · Hutton 79' 85' · Westwood 87' | Chi tiết | Loftus-Cheek 26' · Fàbregas 29' · Pato 45+3' (ph.đ.) · Pedro 46', 59' | Sân vận động: Villa Park Lượng khán giả: 31,120 Trọng tài: Neil Swarbrick |  |

| 9 tháng 4 năm 2016 32 | Swansea City                                                      | 1–0      | Chelsea                                                 | Swansea                                                                             |  |
| 15:00 BST             | Sigurðsson 25' · Rangel 30' · Taylor 43' · Paloschi 70' · Fer 79' | Chi tiết | Azpilicueta 36' · Miazga 40' · Pedro 71' · Fàbregas 76' | Sân vận động: Sân vận động Liberty Lượng khán giả: 20,966 Trọng tài: Andre Marriner |  |

| 16 tháng 4 năm 2016 33 | Chelsea                                    | 0–3      | Manchester City                                                          | Luân Đôn                                                                  |  |
| 17:30 BST              | Azpilicueta 62' · Mikel 72' · Courtois 78' | Chi tiết | Zabaleta 29' · Agüero 33', 54', 80' (ph.đ.) · Otamendi 45+1' · Nasri 47' | Sân vận động: Stamford Bridge Lượng khán giả: 41,212 Trọng tài: Mike Dean |  |

| 23 tháng 4 năm 2016 34 | Bournemouth               | 1–4      | Chelsea                                    | Bournemouth                                                           |  |
| 15:00 BST              | Elphick 36' · Ritchie 89' | Chi tiết | Pedro 5' · Hazard 34', 90+1' · Willian 71' | Sân vận động: Dean Court Lượng khán giả: 11,365 Trọng tài: Roger East |  |

| 2 tháng 5 năm 2016 35 | Chelsea                                                            | 2–2      | Tottenham Hotspur | Luân Đôn                                                                         |  |
| 20:00 BST             | Willian 45+1' · Cahill 58' · Ivanović 71' · Hazard 83' · Mikel 87' | Chi tiết | Walker 27' · Kane 35', 90+5' · Vertonghen 38' · Son 44' · Rose 45+1' · Lamela 51' · Eriksen 70' · Dier 87' · Dembélé 90+5' · Mason 90+6' | Sân vận động: Stamford Bridge Lượng khán giả: 41,545 Trọng tài: Mark Clattenburg |  |

| 7 tháng 5 năm 2016 36 | Sunderland                                                                           | 3–2      | Chelsea                                               | Sunderland                                                                       |  |
| 15:00 BST             | Khazri 41' · Cattermole 52' · Borini 67' · Defoe 70', 70' · Kaboul 87' · Larsson 88' | Chi tiết | Cahill 1' · Costa 14' · Matić 45+3' · Terry 87' 90+5' | Sân vận động: Sân vận động Ánh Sáng Lượng khán giả: 47,050 Trọng tài: Mike Jones |  |

| 11 tháng 5 năm 2016 37 | Liverpool                                        | 1–1      | Chelsea                      | Liverpool                                                              |  |
| 20:00 BST              | Can 44' · Touré 48' · Milner 73' · Benteke 90+2' | Chi tiết | Hazard 32' · Azpilicueta 87' | Sân vận động: Anfield Lượng khán giả: 43,210 Trọng tài: Michael Oliver |  |

| 15 tháng 5 năm 2016 38 | Chelsea              | 1–1      | Leicester City | Luân Đôn                                                                     |  |
| 15:00 BST              | Fàbregas 66' (ph.đ.) | Chi tiết | Drinkwater 82' | Sân vận động: Stamford Bridge Lượng khán giả: 41,494 Trọng tài: Craig Pawson |  |

### FA Cup
Thắng
      Hòa
      Thua
| 10 tháng 1 năm 2016 Vòng ba | Chelsea                                     | 2–0      | Scunthorpe United | Luân Đôn                                                                     |  |
| 14:00 GMT                   | Costa 13' · Ivanović 66' · Loftus-Cheek 68' | Chi tiết | Dawson 63'        | Sân vận động: Stamford Bridge Lượng khán giả: 41,625 Trọng tài: Craig Pawson |  |

| 31 tháng 1 năm 2016 Vòng bốn | Milton Keynes Dons                  | 1–5      | Chelsea                                                           | Milton Keynes                                                                 |  |
| 16:00 GMT                    | Potter 21' · Walsh 74' · Spence 80' | Chi tiết | Oscar 15', 32', 44' · Terry 31' · Hazard 55' (ph.đ.) · Traoré 62' | Sân vận động: Sân vận động mk Lượng khán giả: 28,127 Trọng tài: Jonathan Moss |  |

| 21 tháng 2 năm 2016 Vòng năm | Chelsea                                                        | 5–1      | Manchester City              | Luân Đôn                                                                       |  |
| 16:00 GMT                    | Costa 35' · Willian 48' · Cahill 53' · Hazard 67' · Traoré 89' | Chi tiết | Faupala 37' · Demichelis 65' | Sân vận động: Stamford Bridge Lượng khán giả: 41,594 Trọng tài: Andre Marriner |  |

| 12 tháng 3 năm 2016 Vòng sáu | Everton                                        | 2–0      | Chelsea                      | Liverpool                                                                    |  |
| 17:30 GMT                    | Jagielka 42' · Lukaku 77', 82' · Barry 84' 87' | Chi tiết | Costa 11' 84' · Fàbregas 62' | Sân vận động: Goodison Park Lượng khán giả: 37,283 Trọng tài: Michael Oliver |  |

### League Cup
Thắng
      Hòa
      Thua
| 23 tháng 9 năm 2015 Vòng ba | Walsall                                   | 1−4      | Chelsea                                                                   | Walsall                                                                       |  |
| 19:45 BST                   | O'Connor 45+1' · Chambers 59' · Forde 83' | Chi tiết | Ramires 10' · Mikel 39' · Rémy 41' · Terry 52' · Kenedy 52' · Pedro 90+2' | Sân vận động: Sân vận động Bescot Lượng khán giả: 10,525 Trọng tài: Lee Mason |  |

| 27 tháng 10 năm 2015 Vòng bốn                     | Stoke City                                    | 1–1 (s.h.p.) (5–4 p)                    | Chelsea                 | Stoke-on-Trent                                                                      |  |
| 19:45 GMT                                         | Bardsley 17' 90+3' · Walters 52' · Wilson 81' | Chi tiết                                | Rahman 36' · Rémy 90+1' | Sân vận động: Sân vận động Britannia Lượng khán giả: 24,886 Trọng tài: Kevin Friend |  |
|                                                   |                                               | Loạt sút luân lưu                       |                         |                                                                                     |  |
| Adam · Odemwingie · Shaqiri · Wilson · Arnautović |                                               | Willian · Oscar · Rémy · Zouma · Hazard |                         |                                                                                     |  |

### UEFA Champions League
Chelsea lọt vào vòng bảng UEFA Champions League 2015–16 nhờ vô địch Giải bóng đá Ngoại hạng Anh 2014–15. Trước đó Nhóm hạt giống 1 dành cho lễ bốc thăm Champions League dành cho tám đội xếp đầu của UEFA, Chelsea tiếp tục nằm trong nhóm 1 dù UEFA thay đổi thể thức, khi nhóm 1 bao gồm nhà đương kim vô địch Champions League và đội vô địch của bảy liên đoàn mạnh nhất. Lễ bốc thăm vòng bảng diễn ra ngày 27 tháng 8 năm 2015 tại  Monaco, Pháp. Chelsea gặp Porto, Dynamo Kyiv và Maccabi Tel Aviv. Giành được tổng cộng 13 điểm, Chelsea lọt vào vòng loại trực tiếp với tư cách nhất bảng sau khi đánh bại Porto, khiên đội bóng Bồ Đào Nha phải xuống đá Europa League, ở vòng đấu cuối.

#### Vòng bảng
| VT | Đội              | ST | T | H | B | BT | BB | HS  | Đ  | Giành quyền tham dự         |  | CHE | DK  | POR | MTA |
| -- | ---------------- | -- | - | - | - | -- | -- | --- | -- | --------------------------- |  | --- | --- | --- | --- |
| 1  | Chelsea          | 6  | 4 | 1 | 1 | 13 | 3  | +10 | 13 | Lọt vào vòng loại trực tiếp |  | —   | 2–1 | 2–0 | 4–0 |
| 2  | Dynamo Kyiv      | 6  | 3 | 2 | 1 | 8  | 4  | +4  | 11 | Lọt vào vòng loại trực tiếp |  | 0–0 | —   | 2–2 | 1–0 |
| 3  | Porto            | 6  | 3 | 1 | 2 | 9  | 8  | +1  | 10 | Chuyển xuống Europa League  |  | 2–1 | 0–2 | —   | 2–0 |
| 4  | Maccabi Tel Aviv | 6  | 0 | 0 | 6 | 1  | 16 | −15 | 0  |                             |  | 0–4 | 0–2 | 1–3 | —   |

      Thắng
      Hòa
      Thua
| 16 tháng 9 năm 2015 1 | Chelsea                                                                        | 4–0      | Maccabi Tel Aviv                        | Luân Đôn, Anh                                                                      |  |
| 19:45 BST             | Loftus-Cheek 1' · Willian 15' · Oscar 45+4' (ph.đ.) · Costa 58' · Fàbregas 78' | Chi tiết | Rajković 5' · Nosa 33' · Ben Haim 45+1' | Sân vận động: Stamford Bridge Lượng khán giả: 40,684 Trọng tài: Felix Zwayer (Đức) |  |

| 29 tháng 9 năm 2015 2 | Porto                                                                                 | 2–1      | Chelsea                                                  | Porto, Bồ Đào Nha                                                                                   |  |
| 19:45 BST             | Martins Indi 19' · Marcano 25' · André 39' · Maicon 52' · D. Pereira 82' · Imbula 89' | Chi tiết | Cahill 41' · Willian 45+2' · Azpilicueta 66' · Matić 79' | Sân vận động: Estádio do Dragão Lượng khán giả: 46,120 Trọng tài: Antonio Mateu Lahoz (Tây Ban Nha) |  |

| 20 tháng 10 năm 2015 3 | Dynamo Kyiv   | 0–0      | Chelsea   | Kiev, Ukraina                                                                                 |  |
| 19:45 BST              | Buyalskyi 65' | Chi tiết | Zouma 67' | Sân vận động: Sân vận động Olympic Lượng khán giả: 60,291 Trọng tài: Damir Skomina (Slovenia) |  |

| 4 tháng 11 năm 2015 4 | Chelsea                           | 2–1      | Dynamo Kyiv                                               | Luân Đôn, Anh                                                                                 |  |
| 19:45 GMT             | Dragović 34' (l.n.) · Willian 83' | Chi tiết | González 26' · Antunes 59' · Buyalskyi 72' · Dragović 77' | Sân vận động: Stamford Bridge Lượng khán giả: 41,241 Trọng tài: Pavel Královec (Cộng hòa Séc) |  |

| 24 tháng 11 năm 2015 5 | Maccabi Tel Aviv | 0–4      | Chelsea                                                                       | Tel Aviv, Israel                                                                                               |  |
| 19:45 GMT              | Ben Haim 45'     | Chi tiết | Cahill 20' · Matić 59' · Willian 73' · Oscar 77' · Fàbregas 83' · Zouma 90+1' | Sân vận động: Sân vận động Bloomfield Lượng khán giả: 29,121 Trọng tài: Alberto Undiano Mallenco (Tây Ban Nha) |  |

| 9 tháng 12 năm 2015 6 | Chelsea                                                                 | 2–0      | Porto                                              | Luân Đôn, Anh                                                                             |  |
| 19:45 GMT             | Marcano 13' (l.n.) · Costa 20' · Matić 31' · Willian 52' · Ivanović 74' | Chi tiết | M. Pereira 34' · D. Pereira 41' · Martins Indi 43' | Sân vận động: Stamford Bridge Lượng khán giả: 41,096 Trọng tài: Cüneyt Çakir (Thổ Nhĩ Kỳ) |  |

#### Vòng loại trực tiếp

##### Vòng 16 đội
| 16 tháng 2 năm 2016 Lượt đi | Paris Saint-Germain                                      | 2–1      | Chelsea                      | Paris, Pháp |  |
| 19:45 GMT                   | Ibrahimović 19', 39' · Moura 70' · Luiz 70' · Cavani 78' | Chi tiết | Mikel 38', 45+1' · Pedro 67' | Sân vận động: Sân vận động Công viên các Hoàng tử Lượng khán giả: 46.505 Trọng tài: Carlos Velasco Carballo () |  |

| 9 tháng 3 năm 2016 Lượt về | Chelsea                                             | 1–2 (TTS 2–4) | Paris Saint-Germain                                         | Luân Đôn, Anh                                                                     |  |
| 19:45 GMT                  | Costa 27' · Fàbregas 45' · Mikel 53' · Ivanović 90' | Chi tiết      | Rabiot 16', 34' · Motta 41' · Ibrahimović 67' · Matuidi 86' | Sân vận động: Stamford Bridge Lượng khán giả: 37,591 Trọng tài: Felix Brych (Đức) |  |

## Thống kê

### Ra sân
| Số                                                                        | Vị trí | Cầu thủ            | Premier League | Premier League | FA Cup | FA Cup | League Cup | League Cup | Champions League | Champions League | Community Shield | Community Shield | Tổng    | Tổng | Thẻ | Thẻ |
| Số                                                                        | Vị trí | Cầu thủ            | Trận           | Bàn            | Trận   | Bàn    | Trận       | Bàn        | Trận             | Bàn              | Trận             | Bàn              | Trận    | Bàn  |     |     |
| ------------------------------------------------------------------------- | ------ | ------------------ | -------------- | -------------- | ------ | ------ | ---------- | ---------- | ---------------- | ---------------- | ---------------- | ---------------- | ------- | ---- | --- | --- |
| 1                                                                         | GK     | Asmir Begović      | 15 (2)         | 0              | 1      | 0      | 2          | 0          | 5                | 0                | 0                | 0                | 23 (2)  | 0    | 0   | 0   |
| 2                                                                         | DF     | Branislav Ivanović | 33             | 2              | 4      | 0      | 1          | 0          | 4                | 0                | 1                | 0                | 43      | 2    | 8   | 0   |
| 4                                                                         | MF     | Cesc Fàbregas      | 33 (4)         | 5              | 4      | 0      | 0          | 0          | 7                | 1                | 1                | 0                | 44 (4)  | 6    | 7   | 0   |
| 5                                                                         | DF     | Kurt Zouma         | 21 (2)         | 1              | 1      | 0      | 1          | 0          | 5 (1)            | 1                | 0 (1)            | 0                | 28 (4)  | 2    | 1   | 0   |
| 6                                                                         | DF     | Baba Rahman        | 11 (4)         | 0              | 2      | 0      | 2          | 0          | 4                | 0                | 0                | 0                | 19 (4)  | 0    | 2   | 0   |
| 8                                                                         | MF     | Oscar              | 20 (7)         | 3              | 3 (1)  | 3      | 1          | 0          | 4 (3)            | 2                | 0 (1)            | 0                | 28 (12) | 9    | 4   | 0   |
| 9                                                                         | FW     | Radamel Falcao     | 1 (9)          | 1              | 0      | 0      | 1          | 0          | 0                | 0                | 0 (1)            | 0                | 2 (10)  | 1    | 1   | 0   |
| 10                                                                        | MF     | Eden Hazard        | 25 (6)         | 4              | 2      | 2      | 1          | 0          | 6 (2)            | 0                | 1                | 0                | 35 (8)  | 6    | 2   | 0   |
| 11                                                                        | FW     | Alexandre Pato     | 1 (1)          | 1              | 0      | 0      | 0          | 0          | 0                | 0                | 0                | 0                | 1 (1)   | 1    | 0   | 0   |
| 12                                                                        | MF     | John Obi Mikel     | 19 (6)         | 0              | 2      | 0      | 2          | 0          | 3 (1)            | 1                | 0                | 0                | 26 (7)  | 1    | 8   | 0   |
| 13                                                                        | GK     | Thibaut Courtois   | 23             | 0              | 3      | 0      | 0          | 0          | 3                | 0                | 1                | 0                | 30      | 0    | 0   | 2   |
| 14                                                                        | MF     | Bertrand Traoré    | 4 (6)          | 2              | 0 (3)  | 2      | 0 (1)      | 0          | 0 (2)            | 0                | 0                | 0                | 4 (12)  | 4    | 0   | 0   |
| 16                                                                        | MF     | Kenedy             | 4 (10)         | 1              | 1 (1)  | 0      | 1 (1)      | 1          | 1 (1)            | 0                | 0                | 0                | 7 (13)  | 2    | 0   | 0   |
| 17                                                                        | MF     | Pedro              | 24 (5)         | 7              | 3 (1)  | 0      | 0 (1)      | 1          | 3 (3)            | 0                | 0                | 0                | 30 (10) | 8    | 4   | 0   |
| 18                                                                        | FW     | Loïc Rémy          | 3 (10)         | 1              | 0 (1)  | 0      | 1 (1)      | 2          | 1 (2)            | 0                | 1                | 0                | 6 (14)  | 3    | 0   | 0   |
| 19                                                                        | FW     | Diego Costa        | 27 (1)         | 12             | 4      | 2      | 1          | 0          | 7 (1)            | 2                | 0                | 0                | 38 (2)  | 16   | 10  | 1   |
| 20                                                                        | DF     | Matt Miazga        | 2              | 0              | 0      | 0      | 0          | 0          | 0                | 0                | 0                | 0                | 2       | 0    | 1   | 0   |
| 21                                                                        | MF     | Nemanja Matić      | 28 (5)         | 2              | 2 (1)  | 0      | 0 (1)      | 0          | 4 (1)            | 0                | 1                | 0                | 35 (8)  | 2    | 7   | 1   |
| 22                                                                        | MF     | Willian            | 32 (3)         | 5              | 3 (1)  | 1      | 1          | 0          | 8                | 5                | 1                | 0                | 45 (4)  | 11   | 5   | 0   |
| 24                                                                        | DF     | Gary Cahill        | 21 (2)         | 2              | 4      | 1      | 2          | 0          | 6 (1)            | 1                | 1                | 0                | 34 (2)  | 4    | 3   | 0   |
| 26                                                                        | DF     | John Terry         | 24             | 1              | 1 (1)  | 0      | 2          | 0          | 4                | 0                | 1                | 0                | 32 (1)  | 1    | 5   | 2   |
| 28                                                                        | DF     | César Azpilicueta  | 36 (1)         | 2              | 3      | 0      | 0          | 0          | 8                | 0                | 1                | 0                | 48 (1)  | 2    | 9   | 0   |
| 32                                                                        | GK     | Marco Amelia       | 0              | 0              | 0      | 0      | 0          | 0          | 0                | 0                | 0                | 0                | 0       | 0    | 0   | 0   |
| 34                                                                        | DF     | Ola Aina           | 0              | 0              | 0      | 0      | 0          | 0          | 0                | 0                | 0                | 0                | 0       | 0    | 0   | 0   |
| 36                                                                        | MF     | Ruben Loftus-Cheek | 4 (9)          | 1              | 1 (1)  | 1      | 1          | 0          | 1                | 0                | 0                | 0                | 7 (10)  | 2    | 1   | 0   |
| 37                                                                        | DF     | Jake Clarke-Salter | 0 (1)          | 0              | 0      | 0      | 0          | 0          | 0                | 0                | 0                | 0                | 0 (1)   | 0    | 0   | 0   |
| 38                                                                        | MF     | Kasey Palmer       | 0              | 0              | 0      | 0      | 0          | 0          | 0                | 0                | 0                | 0                | 0       | 0    | 0   | 0   |
| 41                                                                        | MF     | Charlie Colkett    | 0              | 0              | 0      | 0      | 0          | 0          | 0                | 0                | 0                | 0                | 0       | 0    | 0   | 0   |
| 42                                                                        | FW     | Tammy Abraham      | 0 (2)          | 0              | 0      | 0      | 0          | 0          | 0                | 0                | 0                | 0                | 0 (2)   | 0    | 0   | 0   |
| 43                                                                        | DF     | Fikayo Tomori      | 0 (1)          | 0              | 0      | 0      | 0          | 0          | 0                | 0                | 0                | 0                | 0 (1)   | 0    | 0   | 0   |
| Cầu thủ rời câu lạc bộ trong kỳ chuyển nhượng tháng Tám/Một hoặc cho mượn |        |                    |                |                |        |        |            |            |                  |                  |                  |                  |         |      |     |     |
| 7                                                                         | MF     | Ramires            | 7 (5)          | 2              | 1      | 0      | 2          | 1          | 4 (1)            | 0                | 1                | 0                | 15 (6)  | 3    | 1   | 0   |
| 15                                                                        | DF     | Papy Djilobodji    | 0              | 0              | 0      | 0      | 0 (1)      | 0          | 0                | 0                | 0                | 0                | 0 (1)   | 0    | 0   | 0   |
| 27                                                                        | GK     | Jamal Blackman     | 0              | 0              | 0      | 0      | 0          | 0          | 0                | 0                | 0                | 0                | 0       | 0    | 0   | 0   |
| —                                                                         | MF     | Victor Moses       | 0              | 0              | 0      | 0      | 0          | 0          | 0                | 0                | 0 (1)            | 0                | 0 (1)   | 0    | 0   | 0   |
| —                                                                         | MF     | Juan Cuadrado      | 0 (1)          | 0              | 0      | 0      | 0          | 0          | 0                | 0                | 0                | 0                | 0 (1)   | 0    | 0   | 0   |

Cập nhật lần cuối: ngày 15 tháng 5 năm 2016.

Nguồn: Chelsea F.C.

### Cầu thủ ghi bàn hàng đầu
Xếp theo số áo nếu bàn thắng bằng nhau.
| Hạng      | Vị trí    | Số áo     | Cầu thủ            | Premier League | FA Cup | League Cup | Champions League | Community Shield | Tổng |
| --------- | --------- | --------- | ------------------ | -------------- | ------ | ---------- | ---------------- | ---------------- | ---- |
| 1         | FW        | 19        | Diego Costa        | 12             | 2      | 0          | 2                | 0                | 16   |
| 2         | MF        | 22        | Willian            | 5              | 1      | 0          | 5                | 0                | 11   |
| 3         | MF        | 8         | Oscar              | 3              | 3      | 0          | 2                | 0                | 8    |
| 3         | MF        | 17        | Pedro              | 7              | 0      | 1          | 0                | 0                | 8    |
| 5         | MF        | 4         | Cesc Fàbregas      | 5              | 0      | 0          | 1                | 0                | 6    |
| 5         | MF        | 10        | Eden Hazard        | 4              | 2      | 0          | 0                | 0                | 6    |
| 7         | FW        | 14        | Bertrand Traoré    | 2              | 2      | 0          | 0                | 0                | 4    |
| 7         | DF        | 24        | Gary Cahill        | 2              | 1      | 0          | 1                | 0                | 4    |
| 9         | MF        | 7         | Ramires            | 2              | 0      | 1          | 0                | 0                | 3    |
| 9         | FW        | 18        | Loïc Rémy          | 1              | 0      | 2          | 0                | 0                | 3    |
| 11        | DF        | 2         | Branislav Ivanović | 2              | 0      | 0          | 0                | 0                | 2    |
| 11        | DF        | 5         | Kurt Zouma         | 1              | 0      | 0          | 1                | 0                | 2    |
| 11        | MF        | 16        | Kenedy             | 1              | 0      | 1          | 0                | 0                | 2    |
| 11        | MF        | 21        | Nemanja Matić      | 2              | 0      | 0          | 0                | 0                | 2    |
| 11        | DF        | 28        | César Azpilicueta  | 2              | 0      | 0          | 0                | 0                | 2    |
| 11        | MF        | 36        | Ruben Loftus-Cheek | 1              | 1      | 0          | 0                | 0                | 2    |
| 17        | FW        | 9         | Radamel Falcao     | 1              | 0      | 0          | 0                | 0                | 1    |
| 17        | FW        | 11        | Alexandre Pato     | 1              | 0      | 0          | 0                | 0                | 1    |
| 17        | MF        | 12        | John Obi Mikel     | 0              | 0      | 0          | 1                | 0                | 1    |
| 17        | DF        | 26        | John Terry         | 1              | 0      | 0          | 0                | 0                | 1    |
| Phản lưới | Phản lưới | Phản lưới | Phản lưới          | 4              | 0      | 0          | 2                | 0                | 6    |
| Tổng      | Tổng      | Tổng      | Tổng               | 59             | 12     | 5          | 15               | 0                | 91   |

Cập nhật lần cuối: ngày 15 tháng 5 năm 2016.

Nguồn: Chelsea F.C.

### Giữ sạch lưới
Xếp theo số áo nếu số lần ra sân bằng nhau.
| Hạng | Số áo | Cầu thủ          | Premier League | FA Cup | League Cup | Champions League | Community Shield | Tổng |
| ---- | ----- | ---------------- | -------------- | ------ | ---------- | ---------------- | ---------------- | ---- |
| 1    | 1     | Asmir Begović    | 4              | 1      | 0          | 3                | 0                | 8    |
| 2    | 13    | Thibaut Courtois | 5              | 0      | 0          | 1                | 0                | 6    |
| Tổng | Tổng  | Tổng             | 9              | 1      | 0          | 4                | 0                | 14   |

Cập nhật lần cuối: ngày 2 tháng 4 năm 2016.

Nguồn: Chelsea F.C.

### Tổng quan
| Trận đấu           | 53 (38 Premier League) (2 League Cup) (8 Champions League) (1 Community Shield) (4 FA Cup)     |
| Thắng              | 20 (12 Premier League) (1 League Cup) (4 Champions League) (3 FA Cup)                          |
| Hòa                | 16 (14 Premier League) (1 League Cup) (1 Champions League)                                     |
| Thua               | 17 (12 Premier League) (3 Champions League) (1 Community Shield) (1 FA Cup)                    |
| Bàn thắng          | 91 (58 Premier League) (5 League Cup) (15 Champions League) (12 FA Cup)                        |
| Bàn thua           | 67 (53 Premier League) (2 League Cup) (7 Champions League) (1 Community Shield) (4 FA Cup)     |
| Hiệu số            | 24 (+6 Premier League) (+3 League Cup) (+8 Champions League) (–1 Community Shield) (+8 FA Cup) |
| Giữ sạch lưới      | 14 (9 Premier League) (4 Champions League) (1 FA Cup)                                          |
| Thẻ vàng           | 81 (57 Premier League) (3 League Cup) (15 Champions League) (1 Community Shield) (5 FA Cup)    |
| Thẻ đỏ             | 6 (5 Premier League) (1 FA Cup)                                                                |
| Nhiều trận nhất    | 49 trận (Willian) (César Azpilicueta)                                                          |
| Ghi bàn nhiều nhất | 16 (Diego Costa)                                                                               |
| Phần trăm thắng    | Tổng: 20/53 (37.74%)                                                                           |

Cập nhật lần cuối: ngày 15 tháng 5 năm 2016.

Nguồn: Chelsea F.C.

## Giải thưởng

### Cầu thủ
| Số áo | Cầu thủ            | Giải thưởng                                                | Tháng | Nguồn   |
| ----- | ------------------ | ---------------------------------------------------------- | ----- | ------- |
| 36    | Ruben Loftus-Cheek | Cầu thủ trẻ xuất sắc nhất năm của Chelsea                  | Năm   | [ 122 ] |
| 10    | Eden Hazard        | Bàn thắng đẹp nhất năm của Chelsea                         | Năm   | [ 122 ] |
| 43    | Fikayo Tomori      | Cầu thủ học viện xuất sắc nhất năm                         | Năm   | [ 122 ] |
| 22    | Willian            | Cầu thủ xuất sắc nhất năm do đồng đội bình chọn của Chesea | Năm   | [ 122 ] |
| 22    | Willian            | Cầu thủ xuất sắc nhất năm của Chelsea                      | Năm   | [ 122 ] |